# Villard de Honnecourt
Villard de Honnecourt (Honnecourt-sur-Escaut, cerca de Cambrai, ca. 1200 - Francia, ca. 1250) fue un arquitecto o maestro de obras itinerante, que ha pasado a la historia debido a que se ha conservado un cuaderno de viajes que le perteneció: el Livre de portraiture, 33 páginas de pergamino con 250 dibujos, datable entre 1220 y 1240, conservado en la Bibliothèque Nationale de París (MS Fr 19093), que se publicó en 1858.
En su libro, anota:
"Villard de Honnecourt os saluda y recomienda a todos aquellos que se sirvan de las instrucciones que se encuentran en este libro de rezar por su alma y de acordarse de él, pues en este libro se puede encontrar una ayuda válida para el gran arte de la construcción y de algunas instrucciones de carpintería y encontraréis el arte del retrato y sus elementos tal como lo requiere y lo enseña el arte de la geometría."

## Itinerancia

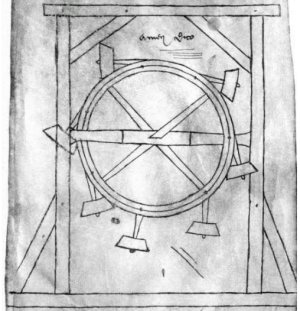
Móvil perpetuo de Villard de Honnecourt (alrededor de 1230).

Durante toda su itinerancia, que se refleja en su "Cuaderno", trabajó en Vaucelles, en la construcción de la abadía cisterciense, Cambrai, donde asistió a la elevación del coro de la catedral de Notre-Dame, Reims, Meaux en la catedral de Saint-Étienne, Laon, en su campanario, Chartres y Lausana, llegando también a Hungría en 1235, donde construyó en Košice la catedral dedicada a Santa Isabel de Hungría.

## Cuaderno
En este excepcional documento Honnecourt demostró su interés por los nuevos avances en arquitectura, el estudio de la escultura de su momento y su interés por las curiosidades técnicas y naturales. Se aprecia cómo los maestros de obras medievales eran tanto diseñadores como canteros, ingenieros o escultores. Dibujaba todo lo que veía, acompañándolo de textos que han hecho más fácil su interpretación. Recogió una gran variedad de datos sobre técnicas constructivas y de ingeniería, aplicando principios geométricos a la arquitectura y enseñanzas sobre cómo representar la figura humana, ya presentes en Vitrubio, y motivos animales y vegetales. 
En el Cuaderno, representa en esquemas geométricos diversos rostros inscritos en triángulos (ad triangulum), cuadrados (ad quadratum), círculos (ad circulum) o pentagramas para garantizar la belleza de las proporciones. Con los animales, una oveja es representada formada por un cuadrado más un triángulo, un perro por cuatro triángulos o un águila por una estrella de cinco puntas.
El manuscrito (160 x 250 mm aprox.) contenía 46 hojas de pergamino; hoy solo cuenta con 23.
Sus categorías son: figuraciones animales y humanas, pero sobre todo aparatos militares, objetos litúrgicos, vistas y planos de edificios, herramientas para la construcción y, finalmente, indicaciones referentes al diseño y a la realización de un proyecto arquitectónico.Él tenía una constante preocupación por encajar sus dibujos arquitectónicos en la idea de geometría figura entre los primeros ensayos que intentan sistematizar el juicio del arquitecto en el terreno conceptual y difundirlo para el mayor número de interesados posible, gracias al dibujo en hojas separadas.
Villard se enorgullece en su tratado de haber «inventado» con Pierre de Corbie un plano imaginario. El ratiocinatio imaginativo ; es decir el razonamiento imaginativo . Se despunta aquí  unas formulaciones conceptuales que presuponen una competencia técnica y artesanal. «Clave de toda teoría arquitectural.